# 国際ビジネスコミュニケーション学会
国際ビジネスコミュニケーション学会（こくさいビジネスコミュニケーションがっかい、英名 JAPAN BUSINESS COMMUNICATION ASSOCIATION）は、1934年（昭和9年）に設立された国際取引および国際経営におけるコミュニケーションの研究者の学会（旧 日本商業英語学会）。日本経済学会連合に加盟している。
本部事務局を東京都八王子市東中野742-1中央大学商学部に置いている。
　 

## 事業
- 全国大会の開催、定期刊行物・会報の発行、米国の学術研究団体[2]との学術的・文化的交流など[1]

## 会誌
- 『国際ビジネスコミュニケーション学会研究年報』
- 『国際ビジネスコミュニケーション学会会報』